# Gilán tartomány
Gilán tartomány (perzsa nyelven: استان گیلان [Ostân-e Gilân]) Irán 31 tartományának egyike az ország északnyugati részén. A Kaszpi-tenger délnyugati partján fekszik, délen és nyugaton az Alborz vonulatai határolják. Vele határos tartományok: kelet felől Mázandarán, nyugatról Ardabil, délről pedig Zandzsán és Kazvin. Székhelye Rast.
A tartomány fő kikötője Bandar-e Anzali (korábbi nevén Bandar-e Pahlavi).

## Földrajza, éghajlata és mezőgazdasága

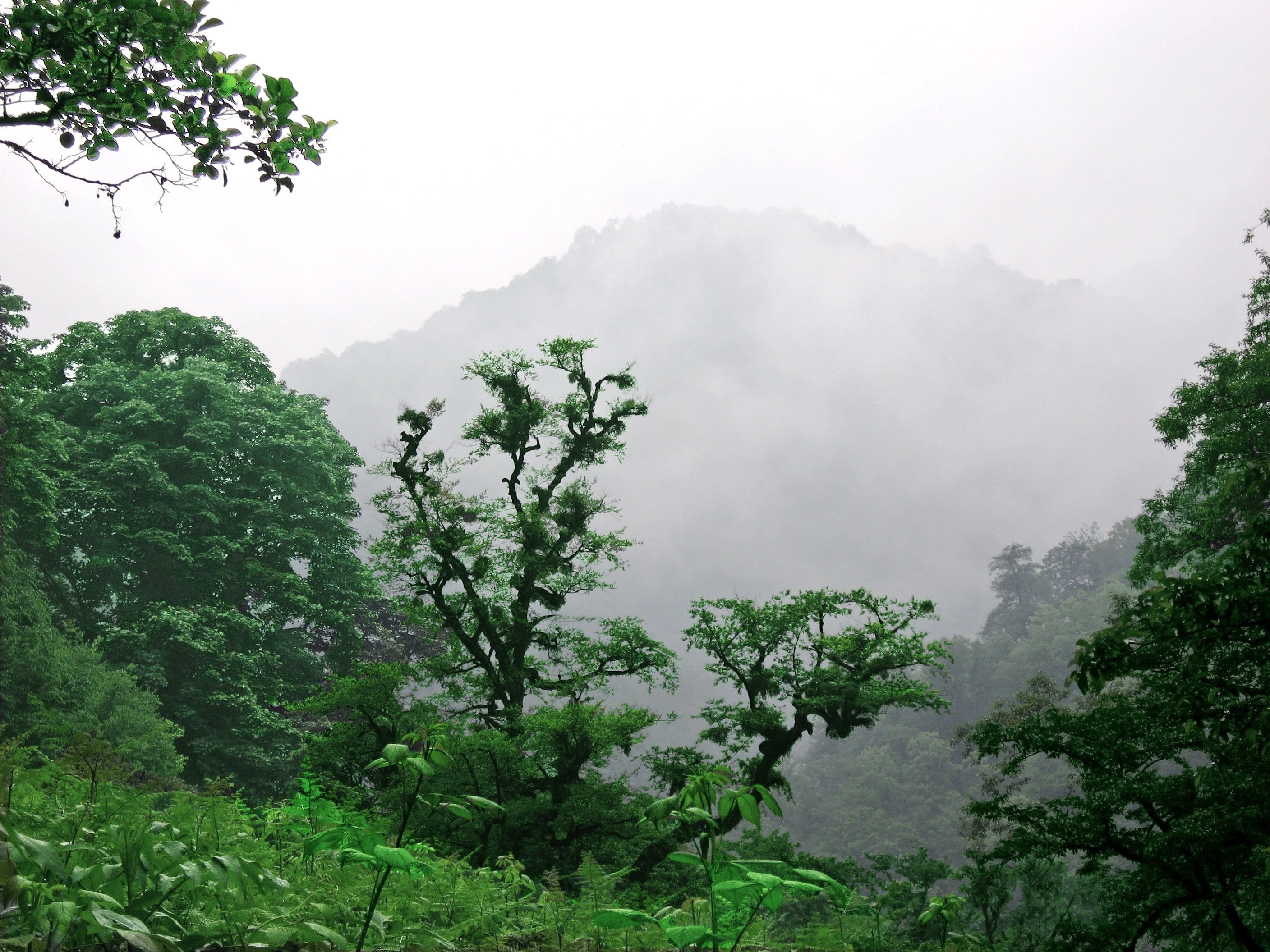
Őserdő Irán északi részén (Gilán)

Gilán területe 30–70 km szélességű parti síkság, melyet délről az Alborz hegység gerince keretez. Területe 14 042 km2. Éghajlata rendkívül esős, ezért a nyár időjárása kellemetlen, a tél viszont enyhe. Nagyobb városai Asztara, Asztanehe Asrafijeh, Fuman, Lahidzsán, Langrud, Maszuleh, Mandzsil, Rudbár, Rudszár, Saft, Tales és Szumahe Szara.
Gilán területe rendkívül termékeny. Fő terménye a rizs, de ezen kívül a különböző más gabonafélék és gyümölcsök, valamint a szőlő termesztése is jelentős. Főbb háziállatai a zsírfarkú juh, a szarvasmarha és a ló.

## Lakossága
Népessége 2006-os adatok szerint 2 404 861 főt tesz ki. A többség valamilyen perzsa dialektust beszél, a legjelentősebb a gilaki. Az uralkodó vallás a síita mohammedán. Ezen kívül néhány ezer fős kurd lakossága is van.
| Lakosok száma | 2 404 861 | 2 480 874 | 2 530 696 |
|               | 2006      | 2011      | 2016      |

## Történelme
A középkori Gilán tartomány (arab szövegekben Dzsílán vagy Dzsílánát) területe lényegében megegyezik a mai tartományéval. Keleten Tabarisztán (Mázandarán), délen Dzsibál, nyugaton Ádzarbajdzsán, északon pedig Múkán vagy Múgán tartomány határolta. A terület hagyományosan három nagy tájegységre oszlott. A Szefidrud (Fehér-folyó) deltatorkolata és az azt körülvevő síkság Dzsíl néven volt ismert, a folyótól keletre eső, az Alborz hegységéhez tartozó hegyvidéket Dajlamként ismerték, végül a folyótól észak felé, a Kaszpi-tenger partján húzódó hegyvonulatot – a Táles-hegységet – Tálesnek (régi ejtéssel Tális) nevezték.
Izoláltsága miatt viszonylag kevés információ maradt fenn a középkori Gilánról. Központja Dúláb volt, amit a 14. században már Kaszkarnak neveztek. A 9. század végén, 10. század elején itt létező síita államiság központja Hasm volt. Táles vidékének Bajlamán, Dajlam hegyeinek pedig Sahrasztán vagy Rúdzbár volt a központja, de ezeket a városokat ma már nem lehet biztonsággal lokalizálni. A későbbi időkben, a 14. századra a ma is létező Fuman (régi nevén Fúmin) és Láhidzsán szerepe nőtt meg (a tartomány központja utóbbi volt), a legjelentősebb kikötőnek pedig a tengerparttól egy napnyi távolságra, a deltában elhelyezkedő Kútam vagy Kautam számított. Rast városát csak ekkoriban említik először a források.
A terület lakói viszonylagos függetlenségüket a középkorig megtartották, és csak a 13. században hódította meg őket Csagatáj, Dzsingisz kán fia. Véglegesen a 16. században kerültek perzsa fennhatóság alá, azonban a történelem során később is gyakran függetlenítették magukat többé-kevésbé a központi kormányzattól. Az első világháború után Gilán egy ideig gyakorlatilag a teheráni kormányzattól független államnak volt tekinthető. Ugyanakkor az idők során többször állt orosz illetve szovjet uralom alatt is: 1723–36, 1909/11–12, 1915–18, 1920–21 és 1941–46 között. 1920-ban az övezetben befolyásuk növelésére törekvő britek csapataival szemben az itt egyik fő bázisára lelt mozgalom, az Iráni Alkotmányos Forradalom hívei a szovjet bolsevik párttal léptek szövetségre, és megalapították a Perzsa Szovjet Szocialista Köztársaságot (más néven a Giláni Szocialista Köztársaságot), amely 1920 júniusától 1921 szeptemberéig állt fenn. 1921-ben viszont a szovjetek megkötötték a teheráni központi kormányzattal az iráni-szovjet barátsági szerződést, és megvonták támogatásukat a giláni kormánytól.

## Közigazgatási beosztás
Gilán tartomány 17 megyére (sahrasztán) oszlik. Ezek:
| Gilán tartomány megyéinek térképe | - Amlas - Ásztárá - Ásztáne-je Asrafije - Bandar-e Anzali - Fuman - Homám - Láhidzsán - Langrud - Mászál - Rast - Rezvánsahr - Rudbár - Rudszar - Saft - Szijáhkal - Szoumee-Szará - Táles |

## Jelentősége
Természeti szépségei mellett Gilán arról nevezetes, hogy ez a vidék a világ legfontosabb pisztáciatermelő területe.